# Jean-Claude Chemarin
Pas d'image ? Cliquez ici
Jean-Claude Chemarin, né le 6 mai 1952 à Meudon, est un pilote de vitesse moto français. Quadruple vainqueur du Bol d'or en catégorie reine et vainqueur en 500 cm3 en 1970, au cours de la dernière édition qui s'est courue à Montlhéry, il fait partie des spécialistes de l'endurance moto dans les années 1970.

## Carrière
En 1974, Jean-Claude Chemarin participe au championnat du monde de vitesse moto en catégorie 250 cm3. Il marque neuf points lors du Grand Prix moto de Yougoslavie. 
À partir de 1976, Jean-Claude Chemarin connaît le succès dans les compétitions d'endurance moto, enchaînant quatre titres d'affilée au Bol d'or, et gagnant les mêmes années le titre de Champion d'Europe d'endurance moto. Il forme un duo de légende en endurance avec Christian Léon de 1977 à 1980, jusqu'à la disparition tragique de ce dernier en novembre 1980. Cette année-là, le championnat devient un championnat du monde, et il lui faut attendre 1982 pour remporter à nouveau le titre avec son nouveau coéquipier le Suisse Jacques Cornu.
Jean-Claude Chemarin est le beau-frère d'Yves Derisbourg.

## Palmarès
- Quatre victoires au Bol d'or :
  - Bol d'or 1976, avec Alex Georges, sur Honda
  - Bol d'or 1977, avec Christian Léon, sur Honda
  - Bol d'or 1978, même équipage
  - Bol d'or 1979, même équipage
- Trois victoires aux 24 Heures de Liège moto :
  - 1974, avec Gérard Debrock, sur Honda ; ils mènent la course pratiquement de bout en bout et parcourent 4 066 km
  - 1976, avec Christian Léon, sur Honda ; les deux Français dominent sur leur Honda officielle et établissent le record de distance soit 4 447 km
  - 1982, avec Jacques Cornu et le Suisse Sergio Pelandini, sur Kawasaki
- Trois victoires aux 24 Heures Moto du Mans :
  - 1978, avec Christian Léon, sur Honda RCB
  - 1979, avec Christian Léon, sur Honda RCB
  - 1981, avec Christian Huguet, sur Kawasaki 1000J
- Victoire aux 1 000 kilomètres de Mettet 1972 avec Daniel Rouge sur Honda[1]
- Victoire aux 1 000 kilomètres du M.C.F. 1977 avec Christian Léon au Castellet, sur Honda 997 (ex 1 000 kilomètres du Mans)[2]
- Victoire aux 8 heures du Nürburgring (Allemagne) 1980, avec Christian Léon, sur Honda RCB
- Quatre championnats d'Europe d'endurance moto (1976, 1977, 1978, 1979)
- Champion du monde d'endurance moto en 1982, avec Jacques Cornu, sur Kawasaki
- Bol d'or classic 2007 : 2e place avec Éric Laléouse, sur Kawasaki Godier Genoud